# Герб Миньска-Мазовецкого
Герб Миньска-Мазовецкого (пол. Herb Mińska Mazowieckiego) — официальный символ города Миньска-Мазовецкого, расположенного в Мазовецком воеводстве Польши.

## Описание
Согласно уставу города, гербом Миньска-Мазовецкого является герб Лелива. Указанный герб принадлежал дворянам Глебовичам, владельцам города с конца XVI века.
Согласно постановлению Министерства внутренних дел Польши от 21 марта 1938 года, описание герба выглядит следующим образом:

В голубом поле полумесяц, рогами вверх обращённый, в центре его звезда восьмиконечная, полумесяц и звезда — золотые.
Оригинальный текст (пол.)W polu błękitnym półksiężyc, rogami do góry obrócony, w środku jego gwiazda ośmiopromienna, półksiężyc i gwiazda – złote.— Dziennik Urzędowy Rzeczypospolitej Polskiej
От традиционного герба Лелива герб Миньска-Мазовецкого отличается тем, что имеет восьмиконечную звезду, тогда как у Леливы звезда шестиконечная.